# Andy Irons: Kissed by God
Andy Irons: Kissed by God ist ein US-amerikanischer Dokumentarfilm und viel diskutierter Surffilm aus dem Jahr 2018.
Die Premiere des Films fand am 2. Mai 2018 in Los Angeles statt. Der Film startete am 31. Juli 2018 in den Vereinigten Staaten und am 11. Oktober 2018 in den deutschen Kinos.

## Handlung
Andy Irons: Kissed by God ist ein Film über die Bipolare Störung und Opioidabhängigkeit des dreifachen Weltmeisters Andy Irons. Der Profisurfer rang, wie Millionen Menschen weltweit täglich, mit seiner Erkrankung. Er stand jahrelang im Rampenlicht, trotzdem wussten nur sehr wenige Menschen in seinem Umfeld von seinen inneren Kämpfen, die zu seinem plötzlichen und frühen Tod führten. Hier zeigt der Film umfassende Interviews mit Familienangehörigen wie Andy Irons Bruder Bruce Irons, seiner Witwe Lyndie Irons und gibt intime Einblicke in Freundschaften mit Joel Parkinson, Nathan Fletcher, Sunny Garcia und Kelly Slater.
Sein Aufstieg aus der Arbeiterschicht durch seine beachtlichen sportlichen Erfolge brachte ihm nicht nur Weltruhm, sondern auch viele Sympathien und Anerkennung. Er wurde zum Vorbild einer ganzen Generation von Surfern. Irons galt als einer der besten Surfer weltweit und der einzige, der dem damaligen Weltmeister Kelly Slater das Wasser reichen konnte. Zwischen den beiden entwickelte sich die größte Rivalität, die es im Surfsport jemals gegeben hatte.
Die unerzählte Geschichte von Andys Irons Leben und die Mythen, die mit diesen zwei gefährlichen Krankheiten verbunden sind, versucht dieser Film der Öffentlichkeit näher zu bringen. Hintergrund ist auch die Opioidkrise in den Vereinigten Staaten.